# Fort Myers
Fort Myers er en amerikansk by og administrativt centrum for det amerikanske county Lee County i staten Florida. Byen har et indbyggertal på 86.395 (2020) indbyggere.

## Ekstern henvisning
- Wikimedia Commons har flere filer relateret til Fort Myers
- Officiel hjemmeside (engelsk)